# Hautbois baryton
Le hautbois baryton est un instrument de musique à vent de la famille des bois, à anche double, de perce conique, de pavillon piriforme (en forme de poire) parfois dirigé vers le haut. Son bocal, tube conique reliant l'anche et le corps du haut, est en forme de S permettant un maintien vertical de l'instrument.
Long d'environ 1,20 m, deux fois plus grand que le hautbois, il sonne à l'octave inférieure et aurait donc dû s'appeler « hautbois ténor ». L'erreur date du milieu du XIXe siècle et se retrouve dans les catalogues du facteur Guillaume Triébert. La confusion est amplifiée par l'appellation anglaise « bass oboe »(hautbois basse), instrument qui serait long d'environ 2,40 m et sonnerait deux octaves en dessous du hautbois, comme le basson. Le véritable «baryton » de la famille des hautbois, une octave en dessous du cor anglais (alto) en fa, n'est pas fabriqué de nos jours. 
Sa note la plus grave est le si1, mais il peut recevoir une extension entre le corps du bas et le pavillon lui permettant de jouer le si 1. Ses partitions sont notées en clé de sol, c'est donc un instrument transpositeur, à l'octave grave avec un son profond et envoûtant.

## Origine

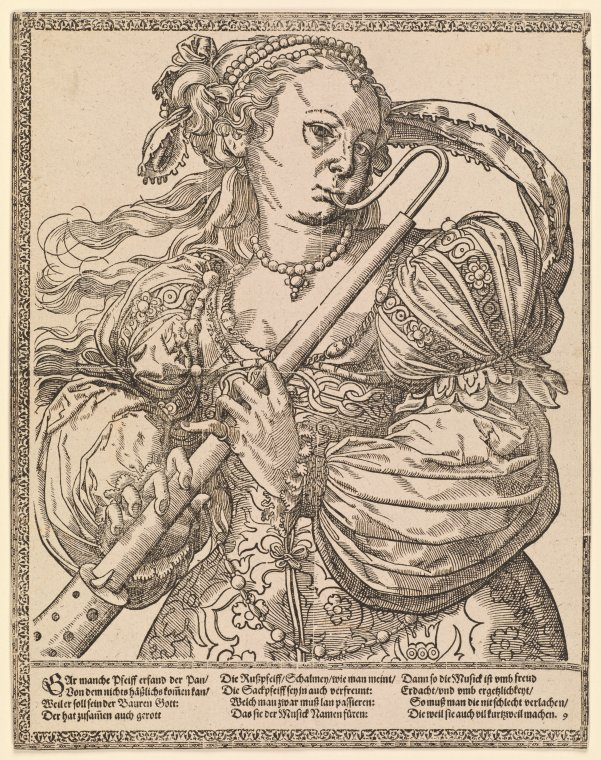
Femme jouant d'une chalemie ténor (Tobias Stimmer vers 1500)

Son origine remonte aux différentes tailles des consorts de chalemies qui, au milieu du XVIIe siècle, se sont transformées en hautbois sous l'impulsion des familles Hotteterre et Philidor. Les différents hautbois barytons ont eu des formes variées :
- un pavillon plutôt sphérique et remontant grâce à une culasse en U comme sur les bassons ; les trous étaient aussi forés à l'oblique (instruments de Triebert),
- un pavillon piriforme dans le prolongement de l'instrument comme les cors anglais, mais un bocal en forme de S. Ce deuxième concept a survécu dans le hautbois baryton conçu par François Lorée et adopté depuis 1889.

## Évolution
Suivant les mêmes évolutions technologiques que le hautbois, le hautbois baryton se retrouve le plus souvent dans les bandes de hautbois militaires, mais, d'une manière générale, les compositeurs lui préférèrent le basson au registre à la fois de ténor et de basse.  
À la fin du XIXe siècle lors du séjour du compositeur anglais Frederick Delius à Paris, l'instrument bénéficia d'un regain d'intérêt ; à son retour en Angleterre, plusieurs compositeurs britanniques s'intéressèrent à l'idée d'une voix intermédiaire entre les hautbois et les bassons.
À noter qu'en 1904, la firme allemande de Wilhelm Heckel crée un instrument à anche double, de même registre et de perce plus large : l'heckelphone. Il en résulte parfois une imprécision pour déterminer lequel des deux instruments est prévu lorsque le compositeur spécifie « bass oboe ».

## Répertoire
Le hautbois baryton n'a pas encore vraiment obtenu ses lettres de noblesse en tant qu'instrument soliste, mais certains compositeurs s'intéressent à lui, écrivant souvent pour leurs amis instrumentistes, quand ils ne sont pas, comme Drake Mabry, hautboïstes eux-mêmes :   
- John Blood : Dark scenes of winter (1981) pour hautbois baryton et piano
- Gavin Bryars : The east coast Concerto (1994)
- Charles Koechlin : Suite pour cor anglais seul (ou hautbois baryton)
- Drake Mabry : 
  - Aria pour hautbois baryton et bande de hautbois,
  - Lament for Astrabe
  - Ceremony 1 pour hautbois baryton solo
- Robert Moran : Survivant de Darmstadt pour neuf hautbois barytons amplifiés (1984)
- Barry Truax (en) : Inside pour hautbois baryton
- Patrik Vidjeskog : 
  - Divertimento da camera pour hautbois baryton, accordéon, harpe et percussion, op. 23
  - Två tämligen höga visor, op. 24
- Gillies Wittaker : Suite pour hautbois baryton et piano (1941)

Comme pour beaucoup d'instruments, des transcriptions lui sont dédiées. Il participe également à de nombreux ensembles d'anches doubles et de musique de chambre, jouant également le répertoire du heckelphone.
Dans Les planètes de Gustav Holst, l'instrument est utilisé pour produire, avec le plus grand effet, un son unique dont aucun autre instrument n'est capable. Des parties de solos notables exposent des sons évanescents dans Mars ou dans la montée chromatique vers les hautbois dans Mercure, de nombreuses lignes exposées dans les moments tranquilles de Saturne (probablement le meilleur exemple de solo de toute l'œuvre), et dans les 5e et 6e mesures des soli des bassons après les notes d'ouverture d'Uranus. 
Le hautbois baryton est aussi éminemment mis en évidence dans le Premier interlude du Triple concerto de Sir Michael Tippett.

## Hypothèses
Des basses de hautbois de plus de 2,40 m (voir notes n°1) ont été fabriquées mais sans succès, car se trouvant dans le même registre que l'incontournable basson. 
De récentes recherches, en particulier du spécialiste des hautbois anciens (hautboys), Bruce Haynes, suggèrent que de tels instruments peuvent avoir été développés en France en tant qu'éléments d'une tentative originale de maintenir la famille complète des instruments à anche double lorsque le hautbois était créé, à partir de la chalemie. 
L'instrument désigné sous le nom de basse de cromorne ou basse de hautbois utilisé par Jean-Baptiste Lully, Marc-Antoine Charpentier et d'autres compositeurs baroques français était apparemment un instrument de la famille du hautbois mais dans le registre du basson.

## Citation
« C’est le hautbois baryton qui le mieux assurerait la jonction entre les hautbois, cor anglais et basson. Cet instrument nous apparaît comme une admirable basse de la famille des hautbois, et beaucoup plus cuivré que le basson pour les mêmes notes… nous n’avons point perdu le souvenir de ses notes graves, avec cette sonorité de grande cornemuse rustique, telle que nous la fit entendre L. Bleuzet, voici plus de quarante ans. »

— Charles Koechlin, Les instruments à vent, p.41-42

### Sources
- (en) Cet article est partiellement ou en totalité issu de l’article de Wikipédia en anglais intitulé « bass oboe » (voir la liste des auteurs).